# Katherine Paterson
Katherine Paterson (Jiangsu, 31 ottobre 1932) è una scrittrice statunitense di libri per ragazzi.

## Biografia
È nata in Cina nel 1932. Qui ha vissuto fino allo scoppio della guerra con il Giappone del 1937. Da allora dice di aver cambiato più di trenta case in tre paesi, tra i quali il Giappone, dove probabilmente sarebbe rimasta se non avesse incontrato suo marito durante un congresso a New York.
Ha vinto innumerevoli premi, tra i quali i prestigiosi Newbery Medal per Un ponte per Terabithia, il premio Hans Christian Andersen e, nel 2006, l'Astrid Lindgren Memorial Award.
Uno dei suoi libri più famosi è Un ponte per Terabithia, dal quale sono stati tratti due film omonimi.
È considerata una delle più importanti autrici per ragazzi.